# Jeux paralympiques d'hiver de 1980
Les Jeux paralympiques d'hiver 1980 (2e édition), se sont déroulés à Geilo en Norvège.

## Les sports pratiqués[1]
- Ski alpin
- Ski de fond
- Patinage de vitesse (ou course sur luge)

## Tableau des médailles[2]
| Rang | Nations              | Médaille d'or | Médaille d'argent | Médaille de bronze | Total |
| ---- | -------------------- | ------------- | ----------------- | ------------------ | ----- |
| 1er  | Norvège              | 23            | 21                | 10                 | 54    |
| 2e   | Finlande             | 15            | 7                 | 12                 | 34    |
| 3e   | Autriche             | 6             | 10                | 6                  | 22    |
| 4e   | Suède                | 5             | 3                 | 8                  | 16    |
| 5e   | Suisse               | 4             | 2                 | 3                  | 9     |
| 6e   | États-Unis           | 4             | 1                 | 1                  | 6     |
| 7e   | Allemagne de l'Ouest | 3             | 5                 | 9                  | 17    |
| 8e   | Canada               | 2             | 3                 | 1                  | 6     |
| 9e   | France               | 1             | 1                 | 1                  | 3     |
| 10e  | Tchécoslovaquie      | 0             | 1                 | 0                  | 1     |